# Estigando
Estigando (em inglês antigo: Stigand; em latim: Stigandus) ou Estiganto (em latim: Stigantus; antes de 1020 — 22 de fevereiro de 1072) foi um clérigo inglês, último Arcebispo da Cantuária anglo-saxã antes da invasão normanda da Inglaterra. Em 1020 já tinha o cargo de capelão e conselheiro real. Foi nomeado bispo de Elmham em 1043, e posteriormente bispo de Winchester e arcebispo da Cantuária. Estigando foi conselheiro de diversos membros das dinastias reais inglesas anglo-saxãs e normanda, a serviço de seis reis sucessivos. Foi excomungado por diversos papas por seu pluralismo, ocupando ao mesmo tempo as sés de Winchester e Cantuária. Foi finalmente despojado de seus títulos em 1070, e suas fazendas e fortuna pessoal foram confiscadas por Guilherme, o Conquistador. Estigando foi encarcerado em Winchester, onde morreu.
Serviu ao rei Canuto II da Dinamarca (r. 1016–1035) como capelão na fundação real de Ashingdon em 1020 e foi seu conselheiro então e depois. Seguiu em seu posto durante os reinados dos filhos de Canuto, Haroldo Pé-de-Lebre (r. 1035–1040) e Hardacanuto (r. 1035–1042). Quando o enteado de Canuto, Eduardo, o Confessor, sucedeu a Hardacanuto, Estigando se converteu em algo similar ao principal administrador de Inglaterra. Os escritores monásticos da época acusaram-lhe de extorquir dinheiro e terras à Igreja. Desde 1066, os únicos proprietários mais ricos que Estigando eram Haroldo II (r. 1066) e a coroa.
Em 1043 Eduardo nomeou a Estigando para a sé episcopal de Elmham. Quatro anos depois, em 1047 foi nomeado bispo de Winchester e em 1052 da arquidiocese da Cantuária, que Estigando governou conjuntamente com a de Winchester. Cinco papas, sucessivamente, incluindo a Nicolau II (1059–1061) e Alexandre II (1061–1073), excomungaram a Estigando por este pluralismo de sés. Estigando esteve presente no leito de morte de Eduardo e na coroação de Haroldo II da Inglaterra em 1066. Depois da morte de Haroldo, submeteu-se a Guilherme, o Conquistador. No dia de Natal desse mesmo ano, Aldredo, arcebispo de Iorque, coroou a Guilherme como rei de Inglaterra, já que a excomunhão impedia que Estigando celebrasse a cerimônia.
Apesar da condenação e da crescente pressão à que foi submetido, Estigando continuou participando na corte e consagrando bispos, até que foi deposto em 1070 pelo legado pontifício e encarcerado em Winchester. Sua intransigência para o papado foi usada como propaganda pelos partidários normandos da reforma da Igreja na Inglaterra.

## Primeiros anos
Não se sabem nem a data de nascimento nem nos anos que viveu Estigando. Nasceu em Ânglia Oriental, possivelmente em Norwich, numa família que parece ter sido próspera. Esta tinha ascendência tanto inglesa como escandinava, o que demonstra que o nome «Estigando» fosse nórdico mas ele e seus irmãos eram ingleses. Seu irmão Etelmar, também clérigo, foi o sucessor do bispado, após seu irmão. Sua irmã possuía terras em Norwich, mas seu nome nunca se achou nos registros territoriais.
Stingand apareceu pela primeira vez nos registros históricos do ano 1020, como o real capelão do rei Canuto II da Dinamarca (r. 1016–1035). Nesse mesmo ano, foi transladado a sua igreja particular, conhecida como Ashingdon, dedicada pelo bispo Vulstano de Iorque após sua reforma. Pouco sabe-se da vida de Estigando durante o reinado de Canuto. Foi testemunha de numerosas cartas ocasionais que recebia o governador, o qual demonstrava que pertencia a corte real. Quando Hardacanuto morreu, se converteu no assessor de Ema da Normandia, mulher do rei e a mãe do recém morto. Também, quando Canuto morre, seus filhos Haroldo Pé-de-Lebre e Hardacanuto respectivamente herdaram o trono, ainda que duraram por muito pouco tempo por morte. Finalmente, Canuto morreu sem filhos para suceder-lhe, assim herda a coroa Eduardo, o Confessor, seu enteado. Estigando podia ter chegado a ser seu capelão. É possível que ele já fosse o conselheiro de Emma antes da morte de Canuto e que tivesse obtido seu posto em Ashingdon graças à influência e graça dela. Não se sabe muito das atividades de Estigando antes de sua nomeação como bispo, pelo que resulta difícil determinar a quem lhe devia sua posição.

## Bispo de Elmham e Winchester
Pouco depois da coroação de Eduardo, o Confessor, em 3 de abril de 1043, Estigando foi nomeado para ocupar a sé episcopal de Elmham, provavelmente seguindo o conselho de Ema. Este foi a primeira nomeação episcopal do reinado de Eduardo. A diocese de Elmham cobria a Ânglia Oriental, e era um dos bispados mais pobres desse momento. Foi consagrado bispo em 1043, mas no mesmo ano Eduardo depôs a Estigando e privou-lhe de seus bens. No entanto, durante o seguinte ano, Eduardo devolveu a Estigando seu cargo. As razões da deposição são desconhecidas, mas provavelmente deva-se à queda do poder da rainha viúva, Ema. Algumas fontes afirmam que Ema tinha convidado ao rei Magno I da Noruega (r. 1035–1047), um pretendente rival ao trono inglês, com o objetivo de invadir a Inglaterra e teria oferecido seus bens pessoais para ajudar a Magno. Alguns estudiosos suspeitam que Estigando instou a Ema para apoiar Magno, o que daria razões suficientes para sua deposição. Outros fatores que contribuíram à queda em desgraça de Ema foram suas grandes riquezas e sua influência política, vinculada com o impopular reinado de Hardacanuto.
Por volta de 1046 Estigando tinha começado a testemunhar cartas de Eduardo, o Confessor, mostrando que ele foi mais uma vez em favor real. Em 1047, Estigando foi transladado para a Sé de Winchester, mas ele manteve Elmham até 1052. Ele pode ter devido a sua promoção a Goduíno de Wessex (r. 1020–1053), o sogro do rei Eduardo, apesar de que é contestada por alguns historiadores. Ema, que havia se retirado para Winchester depois de recuperar os favores de Eduardo, também pode ter influenciado a nomeação, por si só ou em conjunto com Goduíno. Após a sua nomeação para Winchester, Estigando era um testemunho a todas as cartas sobreviventes do Rei Eduardo durante o período de 1047 a 1052.

## Arcebispo da Cantuária

### Nomeação na Cantuária e problemas com o papado
O Arcebispado da Cantuária chegou a estar envolvido no conflito que teve entre Eduardo e Goduíno. O Papa Leão IX começava um movimento de reforma que, mais tarde, foi reconhecido como a Reforma gregoriana. Leão centrou-se primeiro na melhora dos clérigos e a proibição da simonia, bem como, a compra e venda de ofícios administrativos eclesiásticos. Em 1049, o Papa anunciou que teria mais interesse nos assuntos da Igreja inglesa e que pesquisaria os candidatos episcopais mais estritamente antes de os nomear. Quando o arcebispo Eadsige morreu no ano 1051, os monges do cabido da catedral elegeram a Etelrico, parente do conde Goduíno. O rei Eduardo opôs-se a isso e em seu lugar nomeou a Roberto de Jumièges, que era normando e já era Bispo de Londres. Este, ao fomentar o confronto entre Eduardo e Goduíno, a nomeação indicou que tinha limites à vontade de Eduardo além de se comprometer com a mencionada reforma eclesiástica.
Ainda que não se conhecia como um reformador antes de sua nomeação, Roberto regressou a Roma no ano 1051 para ser confirmado como tal pelo papado, além de aproveitar a travessia para opor à candidatura do rei pelo bispo de Londres, argumentando que ele não era o adequado. Por sua vez, as tentativas de Roberto por recuperar propriedades da igreja que tinham sido atribuídos por Goduíno contribuíram à disputa que se criou entre o conde e o rei. Quando Goduíno voltou à Inglaterra em 1052, Roberto foi proscrito e exilado. Posteriormente, o rei procedeu a indicar Estigando para o arcebispado. É de realçar que este acontecimento pode ter dois pontos de vista, já que bem se podia considerar como uma recompensa de Goduíno pelo apoio durante o conflito com Eduardo, ou bem como uma remuneração do rei Eduardo pelo sucesso ao negociar uma saída pacífica à crise do ano 1052. Também cabe destacar que Estigando foi o primeiro não religioso em ser nomeado a qualquer arcebispado inglês, inclusive antes dos dias de Dunstano —arcebispo desde o 959 até o ano 988.

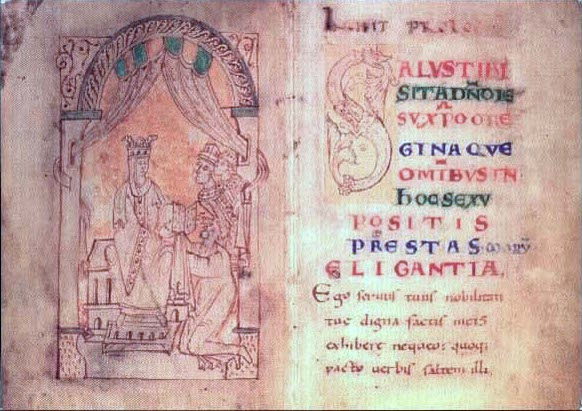
Ema da Normandia, sentada com os filhos Hardacanuto e Eduardo, o Confessor, nesta cópia do manuscrito Encômio da Rainha Ema de 1042.

O papado se recusou a reconhecer a elevação de Estigando, como Roberto ainda estava vivo e não tinha sido privado do seu ofício por um papa. Roberto de Jumièges apelou a Leão IX, que convocou Estigando a Roma. Como Estigando não apareceu, ele foi excomungado. O historiador Nicholas Brooks considera que Estigando não foi excomungado, neste momento, mas foi condenado a abster-se de quaisquer funções arquiepiscopais, como a consagração de bispos. Ele argumenta que, em 1062 legados papais estiveram em concílio com Estigando, algo que não seria feito se ele tivesse sido excomungado. Os legados não fizeram nada para alterar a posição da Estigando, apesar de um dos legados mais tarde ajudar a depor Estigando em 1070. No entanto o Papa Leão IX e seus sucessores, Vítor II e Estêvão IX, continuaram a considerar Estigando como não canonicamente eleito.
Estigando não viajou a Roma para receber um pálio, a faixa ao redor do pescoço, que é o símbolo da autoridade de um arcebispo, a partir do papa. Viajar a Roma para receber o pálio havia se tornado um costume, praticado por um grande número de seus predecessores. Em vez disso, alguns cronistas medievais afirmam que ele usou o pálio de Roberto de Jumièges. Não se sabe se Estigando mesmo pediu ao papado por um pálio logo após a sua nomeação. Devido ao movimento de reforma, Estigando provavelmente sabia que o pedido seria vencido. Em 1058, o antipapa Bento X, que se opôs a maior parte do movimento de reforma, deu a Estigando um pálio. No entanto, Bento X foi deposto no ano seguinte; o grupo de reformas declarou Bento um antipapa, e anulou todos os seus atos, incluindo subvenção do pálio de Estigando. As circunstâncias exatas que levaram a Bento conceder um pálio são desconhecidas, se foi a pedido da Estigando ou foi dado sem perguntar.
Depois de sua mudança para Cantuária, Estigando lança a seu irmão Etelmar para bispo de Elmham, mas manteve o bispado de Winchester. Cantuária e Winchester eram as duas mais ricas Sés na Inglaterra, e enquanto o precedente permitiu a ocupação de uma rica Sé, juntamente com uma pobre, não havia precedentes para a ocupação de duas ricas Sés simultaneamente. Ele pode ter retido Winchester fora da avareza, ou seu domínio sobre Cantuária pode não ter sido seguro. Além destes, ele reteve a abadia de Gloucester e da abadia de Ely e talvez outros mosteiros também. De qualquer forma, a retenção de Winchester fez de Estigando um pluralista: o titular de mais de um benefício eclesiástico, ao mesmo tempo. Esta era uma prática que foi alvo de eliminação pelo crescente movimento de reforma na Igreja. Cinco papas sucessivos (Leão IX, Vítor II, Estêvão IX, Nicolau II e Alexandre II) excomungaram Estigando pela ocupação tanto de Winchester como de Cantuária, ao mesmo tempo. Tem sido sugerido pela historiadora Emma Mason que Eduardo se recusou a remover Estigando porque isso teria prejudicado a prerrogativa real de nomear bispos e arcebispos sem entrada papal. Além disso ferir a posição de Estigando o Papa Nicolau II em 1061 declarou pluralismo de ser não canônico a menos que aprovado pelo papa.
Estigando foi mais tarde acusado de simonia pelos cronistas monásticos, mas todas essas acusações datam depois de 1066, e são, portanto, suspeito devido ao desejo pós-conquista de difamar a Igreja inglesa como corrupta e retrógrada. O cronista medieval Guilherme de Poitiers também afirmou que, em 1052 Estigando concordou que Guilherme da Normandia, o futuro Guilherme, o Conquistador, deveria suceder o rei Eduardo. Esta alegação foi usada como propaganda após a conquista, mas de acordo com o historiador David Bates, entre outros, é improvável que seja verdade. A posição de Estigando como chefe da igreja na Inglaterra foi usado com bons resultados pelos normandos em sua propaganda antes, durante e após a conquista.

### Assuntos eclesiásticos
A diocese de Iorque aproveitou-se das dificuldades que Estigando tinha com o papado e usurpava o comando das sufragâneas, que eram bispos de obediência a um arcebispo, normalmente pertencentes a Cantuária. Iorque tinha estado desde muito tempo em comum com Worcester, mas durante o período em que Estigando esteve excomungado, a sé de Iorque também reclamava a supervisão sobre as sés de Lichfield e Dorchester. No entanto, em 1062, os assuntos papais de Alexandre II chegaram à Inglaterra. Eles não o depuseram e inclusive o consultava e chegava a tratá-lo como arcebispo. Além disso, chegou-se-lhe a permitir assistir ao concílio que se celebrou e foi um participante muito ativo com os legados.
Muitos dos bispos de Inglaterra não queriam ser consagrados por Estigando. Tanto Giso de Wells, como Gualtério de Hareford viajaram a Roma para ser consagrados pelo Papa em 1061, em lugar de que o fizesse Estigando. No entanto, durante o breve período que ocupou legitimamente o pálio, Estigando consagrou a Etelrico de Selsey e a Sivardo de Rochester. Além disso, alguns abades dos mosteiros recorreram a Estigando para que lhes consagrasse enquanto estivesse ao cargo de arcebispo. Estes incluíam, não só aos abades dos mosteiros de sua província como Etelsige da Abadia de Santo Agostinho na Cantuária, mas também a outros além de sua região tais como Balduíno, o abade de Sepulcro de Santo Edmundo e Trustão, o abade de Ely. Após a conquista normanda, Estigando foi acusado de vender o cargo de abade, sem que o anterior fosse deposto pela compra dos cargos, mas a carga era suspeita.
Provavelmente, foi o doador clerical mais luxuoso de sua época, quando os homens mais importantes doavam a seus homens grandes escalas de dinheiro sem precedentes. Era um grande benfeitor para a abadia de Ely e presenteou grandes quantidades de ouro e crucifixos de prata a, além desta, as abadias de Santo Agostinho e Sepulcro de Santo Edmundo, bem como à igreja-catedral de Winchester. Os crucifixos doados a Ely, Sepulcro e Winchester, parecem ter tido figuras de tamanho natural de Cristo, algumas virgens e o evangelista São João. Estas foram feitas de folhas de alguns metais preciosos sobre uma enorme peça de madeira. Não há cruzes Rood relativamente temporãs nas laterais das figuras de Maria e João, que parecem se conservar bem em seu estado original, ainda que há outros crucifixos pintados, como a alemã Cruz de Gero do ano 980 aproximadamente e a Santa Face de Luca —que suas figuras foram renovadas mais adiante—, que se sabem que inspiraram a Leofstano, o abade do Sepulcro —d. 1065— para realizar uma figura similar, quiçá recoberta de algum metal precioso também, após seu regresso de uma viagem a Roma. A Ely, deu várias copas de ouro e prata para o altar, bem como uma casula bordada com ouro que «é tal seu inestimável valor e mão de obra, que nenhum do reino seria considerado mais rico ou mais valioso». Apesar de que Estigando nunca viajou a Roma, há indícios de que fazia peregrinação. Numa biografia do século XII de Santo Vilibrordo, escrita na abadia de Echternach no atual Luxemburgo, menciona-se que «a este lugar também veio Estigando, o eminente arcebispo dos ingleses». Na obra regista-se que Estigando doou ricos presentes à abadia bem como relíquias de santos.

### Assessor do rei
Durante o reinado de Eduardo, Estigando foi um assessor influente na corte. Aproveitando sua alta posição, aumentou sua própria riqueza, bem como a de seus amigos e familiares. Posteriormente, ao falecer o rei, segundo o Livro de Winchester os valores de suas terras chegaram a ter um rendimento anual de 2 500 libras. Há poucas provas disso, mas provavelmente foram beneficiados em grande quantidade graças a isto os povos da Cantuária e Winchester. Posteriormente, Eduardo nomeia a seus seguidores membros de sua diocese em 1058, após que Sivardo fosse nomeado bispo de Rochester e Etelrico como o de Sesley. Entre suas celebrações em duas sés e a nomeação de seus seguidores, Eduardo vê em Estigando a um membro para a defesa na costa contra a invasão dos normandos.
Estigando pode ter estado a cargo da administração real. Também pode ter estado por trás de numerosos esforços para encontrar a Eduardo, o Exilado e a seu irmão Edmundo Atelingo passado o ano 1052, e assim encontrar um herdeiro «aceitável» da coroa. Suas parcelas estavam repartidas entre dez condados, onde em alguns deles, as terras eram maiores que as posses do próprio rei. Ainda que os propagandistas normandos afirmem que em 1051 ou 1052 Eduardo prometeu o trono para o duque Guilherme de Normandia, que mais tarde se converteu no rei Guilherme, o Conquistador, as fontes não normandas afirmam que não há provas que confirmem isso. Pelo ano 1053, o rei deu-se conta que não ia ter um filho, pelo que ordenou a seus conselheiros que, junto a ele, ajudassem a procurar um herdeiro. Eduardo, o Exilado era o filho do rei Edmundo II da Inglaterra —reinou em 1016—, e Eduardo tinha sido exilado da Inglaterra em 1017, após a morte de seu pai. Ainda que Aldredo, o bispo de Worcester, foi na realidade ao continente em procura de Eduardo, enquanto Ian Walker, o biógrafo do rei Haroldo II, sentia que Estigando estava por trás do esforço. Finalmente, apesar de que Eduardo regressou a Inglaterra, pouco depois de sua chegada morreu e nasceu seu filho Edgar, o Atelingo.

## Anos finais e legado

### Conquista normanda

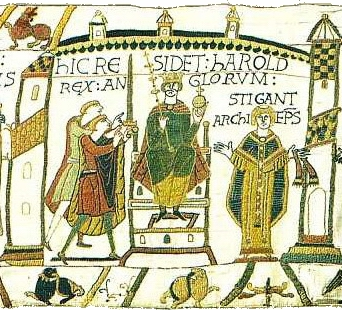
HIC RESIDET HAROLD REX ANGLORUM. STIGANT ARCHIEP(I)S(COPUS). "Aqui sentou Haroldo Rei dos Ingleses. Arcebispo Stigand". Cena imediatamente após a coroação de Haroldo por (de acordo com a tradição normanda) Estigando. Detalhe da Tapeçaria de Bayeux

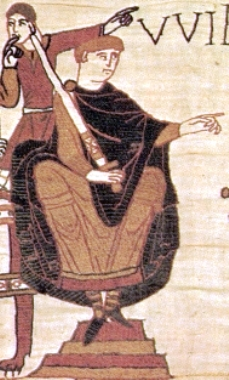
Guilherme I, mostrado aqui da tapeçaria de Bayeux, no primeiro momento aceitou a posição do Estigando mas depois permitiu legados papais depô-lo

O rei Eduardo, em seu leito de morte, deixou a coroa para seu cunhado Haroldo II, filho de Goduíno de Wessex. Estigando realizou os serviços funerários para Eduardo. Escritores normandos afirmam que Estigando coroou como rei Haroldo em janeiro de 1066. Esta é geralmente considerada falsa propaganda, como era do interesse de Guilherme para retratar como Haroldo coroado de forma irregular sob o aspecto canônico. Se Haroldo fosse indevidamente coroado, em seguida, Guilherme estaria apenas reivindicando sua herança de direito, e não depondo um rei legítimo. A Tapeçaria de Bayeux retrata Estigando na coroação de Haroldo, embora não seja realmente colocada a coroa na cabeça de Haroldo. As fontes inglesas alegam que Aldredo, o arcebispo de Iorque, coroou Haroldo, enquanto as fontes normandas afirmam que Estigando fez isso, com o conflito entre as várias fontes, provavelmente o rastreamento pelo desejo de pós-conquista para difamar Haroldo e retratam sua coroação como imprópria. A pesquisa histórica atual tem mostrado que a cerimônia foi realizada por Aldredo, devido à controvérsia sobre a posição do Estigando. No entanto, um historiador, Pauline Stafford, teoriza que os dois arcebispos pode ter consagrado Haroldo. Outro historiador, Frank Barlow, escreveu em 1979, sentiu que o fato de que algumas das fontes inglesas não citam quem consagrou Haroldo "pende a balança a favor de Estigando".
Estigando apoiou Haroldo, e esteve presente no leito de morte de Eduardo, o Confessor. Sua posição controversa pode ter influenciado o apoio do papa Alexandre II à invasão de Guilherme, o Conquistador da Inglaterra. As reformas, lideradas pelo arquidiácono Hildebrando, mais tarde Gregório II, opuseram-se ao antigo pipo de bispo, rico e instalado pelas leis seculares.
Após a morte de Haroldo na batalha de Hastings, Estigando trabalhou com os condes Eduíno de Mércia e Morcar da Nortúmbria, bem como o arcebispo de Aldredo de Iorque, para colocar Edgar, o Atelingo no trono. Esse plano não deu frutos, porém, devido a oposição dos condes do norte e alguns dos outros bispos. Estigando submeteu-se a Guilherme, o Conquistador em Wallingford no começo de dezembro de 1066, e talvez auxiliou em sua coroação no dia de Natal e 1066, embora a coroação foi realizada por Aldredo. Guilherme levou Estigando consigo para a Normandia em 1067, embora seja incerto se isso deveu-se a Guilherme não confiar no arcebispo, tal como cronista Guilherme de Poitiers alegou. Estigando esteve presente na coroação da rainha de Guilherme, Matilda, em 1068, embora mais uma vez a cerimônia foi presidida por Aldredo.

### Deposição e morte
Após as primeiros rebeliões eclodirem no final de 1067, Guilherme adotou uma política de conciliação com a Igreja. Ele deu uma posição cortesã para Estigando bem como concedeu posições administrativas para Aldredo de Iorque e Etelvigo, bispo de Evesham. O arcebispo Estigando parece em algumas cartas régias em 1069, junto com líderes normandos e ingleses. Ele inclusive consagrou Remígio de Fécamp como bispo de Dorcester em 1067. Uma vez o perigo de rebelião passou, contudo, Guilherme não precisava mais de Estigando. Em um concílio realizado em Winchester na páscoa de 1070, os bispos encontraram-se com legados papais de Alexandre II. Em 11 de abril de 1070, Estigando foi deposto pelo legado papal, Ermenfrido, bispo de Sion nos Alpes, e foi preso em Winchester. Seu irmão Etelmar também foi deposto no mesmo concílio. Logo depois, os bispos Etelrico de Selsey, Etelvino de Durham e Leofivino de Lichfield, que era casado, foram depostos em um concílio realizado em Windsor.
Foram três as razões dadas para a deposição de Estigando: que ele manteve o bispado de Winchester em pluralidade com a Cantuária; que ele não só ocupou a Cantuária depois de Roberto de Jumièges fugir, mas também pegou o pálio de Roberto que foi deixado para trás; e que ele recebeu seu próprio pálio de Benedito X, um antipapa. Alguns relatos afirmam que Estigando apareceu no concílio em que foi deposto, mas não é relatada nenhuma defesa que ele tentou. As acusações contra seu irmão são citadas em lugar algum, levando a crença que as deposições eram principalmente políticas. Naquela primavera, ele tinha depositado sua fortuna pessoal na Abadia de Ely para salvaguardá-la, mas Guilherme a confiscou após sua deposição, junto com suas propriedades. O reino nomeou Lanfranco, um nativo da Itália e um estudioso e abade na Normandia, como o novo arcebispo.
O rei Guilherme parece ter deixado a iniciativa da deposição de Estigando para o papado, e nada fez para entravar sua autoridade até os legados papais chegarem na Inglaterra e deporem o arcebispo e reformarem a Igreja Inglesa. Além de cartas testemunhais e a consagração de Remígio, Estigando parece ter sido um membro do concílio real, e capaz de mover-se livremente pelo país. Mas após a chegada dos legados, Guilherme nada fez para protegê-lo da deposição, e o arcebispo mais tarde acusou-o de agir de má fé. Estigando pode mesmo ter estado surpreso que os legados desejavam depô-lo. Foi provavelmente a morte de Aldredo em 1069 que levou o papa a enviar os legados, já que restava apenas um arcebispo na Inglaterra; e ele não era considerado legítimo e incapaz de consagrar bispos. O historiador George Garnett desenha o paralelo entre o tratamento do rei Haroldo no Domesday Book, onde ele é inicialmente ignorado como rei, e o tratamento de Estigando após sua deposição, onde seu tempo como arcebispo é tratado tanto quanto possível como não tendo ocorrido.

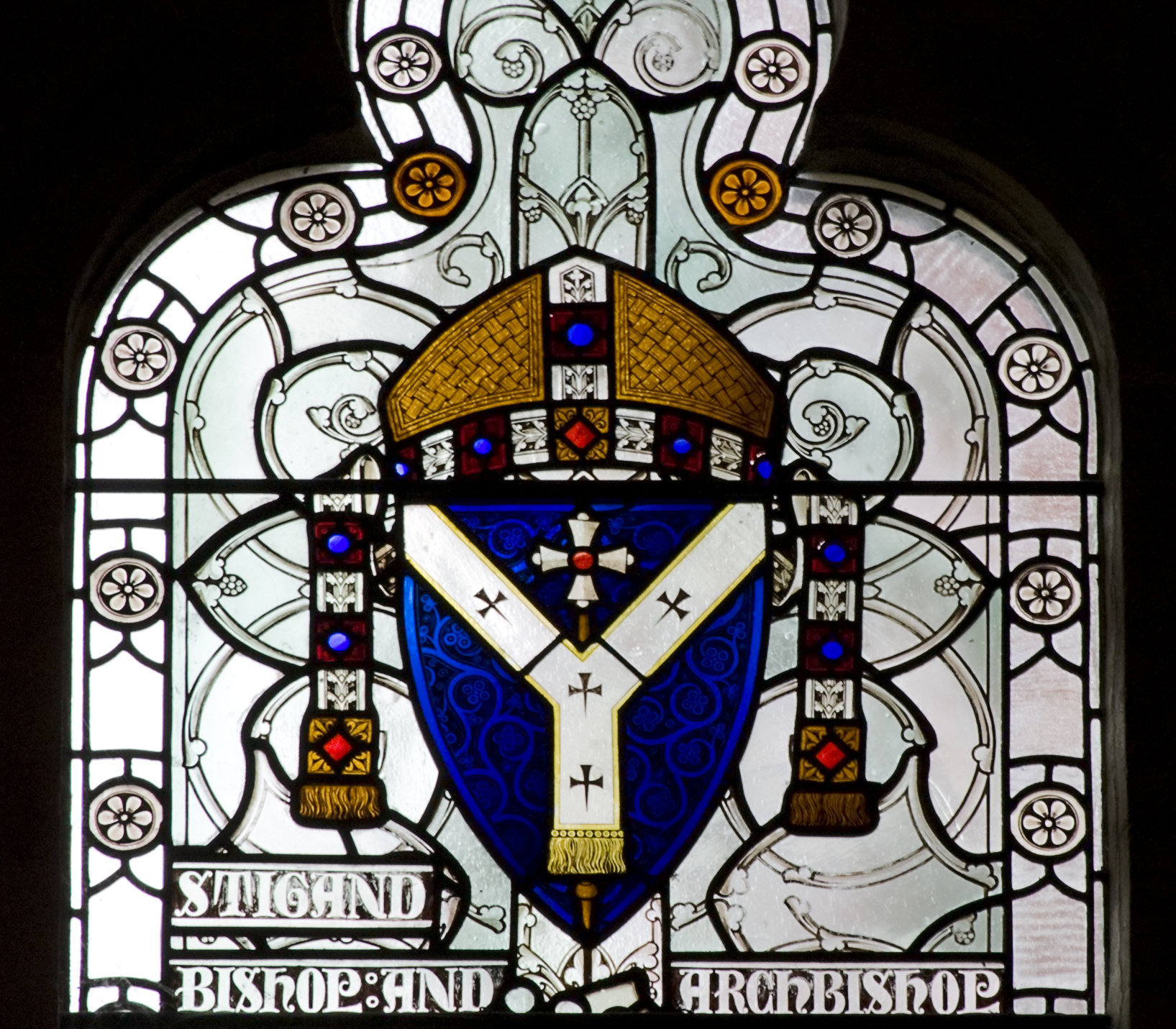
Reconstrução do período vitoriano do brasão de armas de Estigando do Grande salão de Winchester

Estigando morreu em 1072, enquanto ainda aprisionado, e sua morte foi celebrada em 21 ou 22 de fevereiro. Em algum momento entre sua deposição e sua morte a viúva do rei Eduardo e irmão do rei Haroldo, Edite de Wessex, visitou-o em sua prisão e alegadamente contou-lhe para tomar mais cuidado de si. Ele foi enterrado em Old Minster, em Winchester.
Na morte do rei Eduardo, apenas as propriedades reais e as propriedades de Haroldo eram maiores e mais ricas que aqueles mantidas por Estigando. Escritores medievais o condenaram por sua ganância e seu pluralismo. Hugo, o Chantre, um cronista medieval, afirma que a riqueza confiscada de Estigando ajudou a manter Guilherme no trono. Um estudo recente de sua riqueza e como ele a adquiriu mostra que enquanto ele se engajou em alguns métodos exploradores para adquirir parte de sua riqueza, outros territórios ele adquiriu através de herança ou através do favor real. O mesmo estudo mostra pouca evidência que ele pilhou suas propriedades episcopais, embora o registra acerca das residências monásticas é mais suspeito. Não há qualquer denúncia em registros contemporâneos sobre sua vida privada, e as acusações de que cometeu simonia e foi ilegítimo apenas datam do século XII.
Embora os cronistas monásticos posteriores a conquista normanda acusem-o de crimes como perjúrio e homicídio, eles não fornecem qualquer evidência destes crimes. Quase uma centena de anos após sua morte, outro arcebispo da Cantuária, Tomás Becket, foi ironizado em 1164 pelos barões do rei Henrique II da Inglaterra (r. 1154–1189) com o destino de Estigando por ousar opor-se a seu rei. O ponto de vista dos historiadores modernos tende a vê-lo como um político astuto e bispo indiferente, ou vê-lo puramente em termos de seus fracassos eclesiásticos. O historiador Frank Stenton sente que sua "carreira inteira mostra que ele era essencialmente um político". Concorrendo com isso, o historiador Nick Higham diz que "Estigando era um político sazonal cuja carreira tinha sido construída sobre uma leitura minuciosa da balança de poder." Outro historiador, Eric John, diz que "Estigando teve uma reivindicação justa para ser o pior bispo da cristandade". Contudo, o historiador Frank Barlow sente que "ele era um homem de gostos cultivados, um patrono das artes que era generoso para os mosteiro que manteve". Alexander Rumble argumenta que Estigando era "azarada de viver tanto que viu em sua vida não só o fim do Estado anglo-saxão, mas também a ameaça de práticas não-canônicas, mas até então toleradas, por uma onda de reformas papais".